# Gajiganna (culture)
Objets typiques
Poterie en terre cuite ornée en impressions de nattes.
La culture Gajiganna (vers 1800-400 av. J.-C.) est l'un des trois complexes néolithiques relativement connus d'Afrique de l'Ouest. Les deux autres sont Dhar Tichitt, dans le sud de la Mauritanie, et Kintampo, au Ghana. Ses origines se situent probablement dans le sud du Sahara, peut-être dans la région des monts de l'Aïr. Il y a plus de 4 000 ans, des groupes de pasteurs se sont installés au sud-ouest du lac Tchad, autour de l'actuelle ville de Maiduguri, dans le nord-est du Nigeria, et y ont établi les premiers établissements.

## Caractéristiques générales et phases archéologiques
La principale caractéristique de la culture Gajiganna est la poterie décorée selon les techniques d'incision, de gravure et de bande de berceau (RSW), ainsi que d'impressions de nattes. Sa culture matérielle connue comprend également des artefacts en pierre tels que des pointes de flèches, des haches et des outils de meulage, ainsi que des artefacts en os tels que des pointes, des grattoirs et des perles annulaires. La classification de la poterie selon ses éléments techniques et décoratifs, ainsi qu'une série de datations au carbone 14, ont permis de classer chronologiquement le complexe en trois phases :
La phase I (vers 1800-1500 av. J.-C.) se caractérise par une poterie très polie, exempte de traces de matage. Les sites sont principalement constitués de petites implantations (environ 1 ha) et plates, ce qui suggère une occupation de courte durée. Il s'agit de la phase pastorale du complexe. On y élevait des bovins, des moutons et des chèvres. La pêche, la chasse et la cueillette de plantes sauvages étaient pratiquées.
La phase II (vers 1500-600 av. J.-C.) est divisée en deux phases : IIa (vers 1500-1200 av. J.-C.), IIb (vers 1200-1000 av. J.-C.) et IIc (vers 1000-600 av. J.-C.). Elle se caractérise, entre autres, par une poterie décorée d'empreintes de matage. Les sites sont plus permanents et consistent désormais en des monticules d'habitat pouvant atteindre 4 hectares. Les premières traces de culture du sol sont visibles à la fin de la phase IIa, sous la forme d'empreintes de Pennisetum (Pennisetum glaucum) sur des tessons de poterie. Outre la culture du sol, l'élevage, la chasse, la pêche et la cueillette se sont poursuivis. À partir de 800 av. J.-C. environ, les implantations se sont à nouveau limitées à de petites superficies (environ 1 ha), plates et temporaires.
La phase III (environ 600-400 av. J.-C.) est caractérisée par l'émergence de nouvelles formes céramiques, telles que de grands récipients de stockage. La poterie est principalement décorée d'empreintes de nattes, et l'économie se caractérise par une intensification marquée de la culture du sol et du stockage. L'élevage, la chasse, la pêche et la cueillette ont continué d'être pratiqués, mais n'ont joué qu'un rôle mineur. Les sites sont constitués d'habitats plats, dont l'étendue est variable. Ils forment un système hiérarchique composé de petites implantations (environ 1 à 2 ha), de moyennes implantations (environ 3 à 8 ha) et de grandes implantations (environ 9 à 12 ha). Comme l'ont montré les prospections et fouilles archéologiques à Zilum, ils représentent les premiers établissements fortifiés du bassin du Tchad et parmi les premiers de toute l'Afrique subsaharienne. Les historiens soupçonnent que cette urbanisation précoce et l'augmentation générale de la complexité sociale durant cette période sont liées à la fondation d'États au Soudan central vers 600 av. J.-C. par des réfugiés de l'Empire assyrien en déclin.
Après la fin de la phase III, aucune autre trace de la culture Gajiganna n'est connue dans la région. Cependant, le peuplement s'est poursuivi : il y a environ 2 000 ans, les premières traces matérielles de production et d'utilisation d'objets en fer sont apparues. L'âge du Fer dans le bassin du Tchad a commencé.